# Бошко Ломовић
Бошко Ломовић (Брезна, 1944) српски је професор српскохрватског језика и књижевности народа Југославије, а по занимању новинар и књижевник, који је до сада објавио преко 20 збирки песама за децу и одрасле, романа и приповедака. У Србији и другим земљама бивше Југославије освојио је чак 160 награда. Радио драме су му емитоване на Радио Београду и Загребу. Песме и приче су му објављене у листовима и часописима на словачком, јерменском, румунском, бугарском, македонском, турском, енглеском (у Индији) и мађарском језику.

## Књижевност
поезија за одрасле:
- Сенке времена (Горњи Милановац, 1967),
- Пред нирваном (Сремска Митровица, 1993),
- Tombe la neige (Ивањица, 1997),
- Песме и пјесме, Београд, 2010;

песме и приче за децу:
- Заљубљени бицикл (Сарајево, 1984),
- Рађање пјесме (Сарајево, 1985),
- На слово, на слово Љ (Тузла, 1987),
- Нешто важно (Сарајево, 1990),
- Наташа из треће клупе (Горњи Милановац, 1994),
- Мирјана нема појма (Горњи Милановац, 1995),
- Мој отац продаје шуму (Сремски Карловци, 1997),
- Шта ћу ја у Шангају (Нови Сад, 1997),
- Питај мога брата (Горњи Милановац, 2004);

романи за децу:
- 15 дана ферија (Чачак, 2010),
- Дечак са кључем о врату (Чачак, 2011),
- Видовита Ана или зашто смо украли магарца, (Београд, 2012);

приче и приповетке:
- Чари Пауле Пречисте (Брчко, 1980),
- Црни скакач на ц6 (Тузла, 1983),
- Милионер (Сарајево, 1989),
- Јелена, мајка које нема (Београд 2012);

књижевна и ликовна критика:
- Читах, гледах, записах (Београд, 2006);

публицистичке књиге:
- Хајдук Бојовић (заједно са М. Поповићем, Горњи Милановац, 1970),
- Црвена нит коридора (Београд, 1999),
- Књига о Дијани Будисављевић (Београд, 2013).

## Награде и признања
- „Иво Андрић“ у Сарајеву,
- „Зија Диздаревић“ у Сарајеву,
- „Булка“ у Црвенки,
- „Лаза Костић“ у Београду,
- „Аренина“ награда у Загребу...
- награда „Бранко Манас” 2016. године[3]
- „Маслинов вијенац” 2017. године[4]